# Irina Vasiljevna Vatagina
Irina Vasiljevna Vatagina (rusky Ирина Васильевна Ватагина; 23. září 1924, Tarusa – 24. dubna 2007) byla ruská malířka a restaurátorka ikon, profesorka ikonografie Pravoslavné svatotichonovské univerzity.

## Život
Byla dcerou sochaře Vasilije Alexejeviče Vatagina. Absolvovala Moskevský institut umění a restaurátorské školení v Treťjakovské galerii. Její dlouholetou mentorkou byla malířka a řeholnice Marija Nikolajevna Sokolova.
V letech 1964 až 1980 pracovala v Centrálním muzeu staré ruské kultury a umění Andreje Rubleva, kde bylo uloženo mnoho poškozených ikon z celého Ruska. Od roku 1985 se věnovala restaurování Danilovského monastyru a od počátku 90. let. pracovala v kostele Mikuláše Divotvůrce v javorech v Moskvě.
V roce 1981 spadla při práci z lešení a doživotně měla problémy s chůzí. Je pohřbena v rodném městě.